# Gloria Fuertes

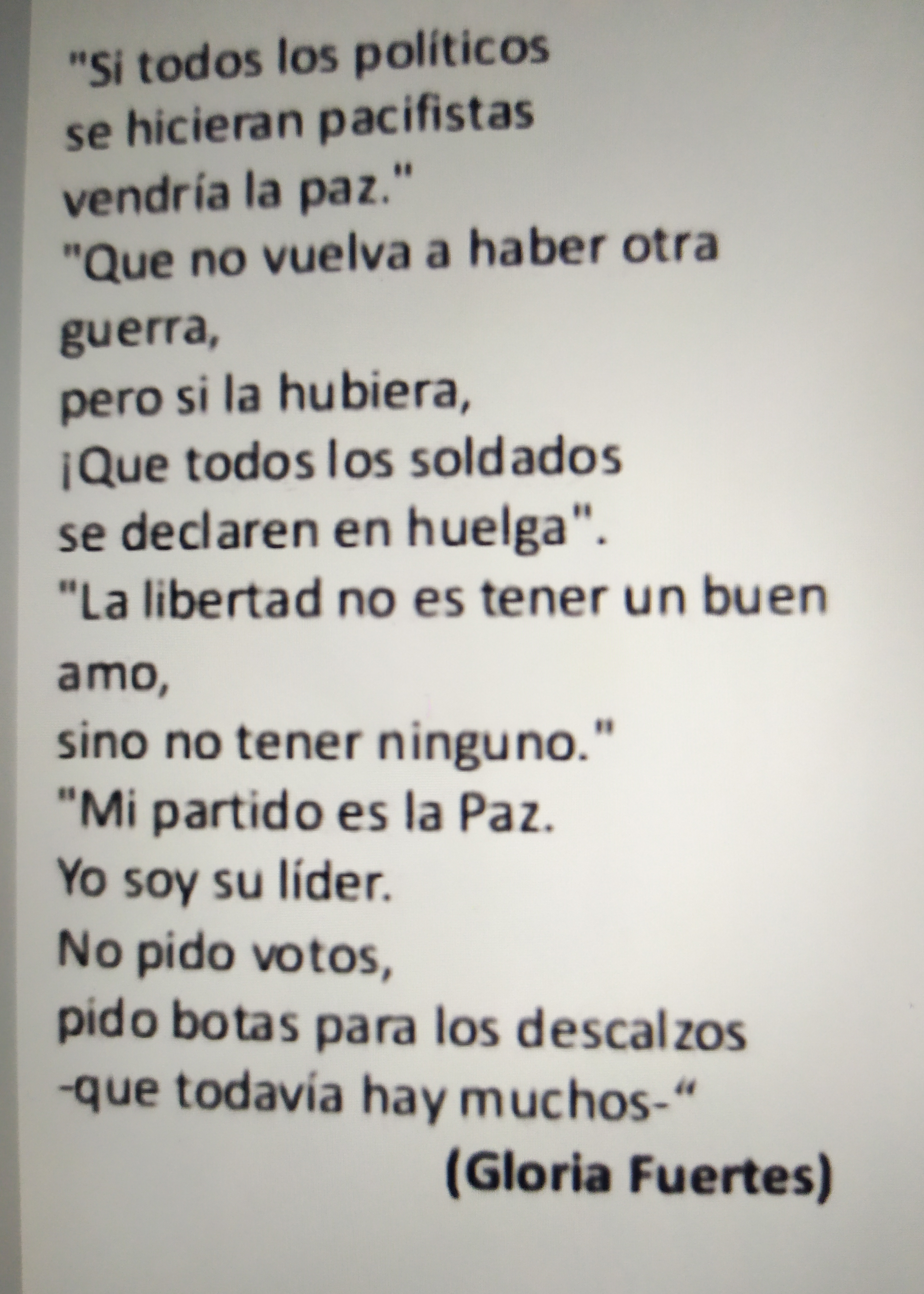
Poema "Vendría la paz" de Gloria Fuertes

Gloria Fuertes García (Madrid, 28 de julio de 1917-Madrid, 27 de noviembre de 1998) fue una poetisa española incluida en la generación del 50, posterior al movimiento literario de la primera generación de posguerra. Su labor poética se vio reforzada en España a partir de los años 1970 por sus colaboraciones en programas infantiles y juveniles de Televisión Española como Un globo, dos globos, tres globos o La cometa blanca. En su poesía defendió a las mujeres, el pacifismo y el medio ambiente. En 2017, con motivo de la celebración del centenario de su nacimiento se reivindicó su papel en la poesía española del siglo.

## Biografía
Gloria Fuertes nació en el barrio de Lavapiés. Su padre era bedel y su madre costurera y sirvienta. Asistió al Instituto de Educación Profesional de la Mujer obteniendo los diplomas de Taquigrafía, Mecanografía, Higiene y Puericultura.  Su interés por las letras comenzó a la temprana edad de cinco años, cuando ya escribía y dibujaba sus propios cuentos. Interés que mantuvo a pesar del nulo estímulo de su familia, como ella misma dejaría escrito:

Cuando mi madre me veía con un libro, me pegaba. Nadie de mi familia me dijo nunca "escribe, hija, escribe, que lo haces bien...". Nadie. No tengo nada que agradecer a mi familia. Pero cuando se quiere una cosa, aunque tu familia no te ayude, se consigue. Si vales de verdad y quieres algo con todas tus ganas, sales adelante seguro.
Gloria Fuertes

En 1932, a los catorce años se publicó su primer poema: "Niñez, Juventud, Vejez". En 1934, al morir su madre, Gloria empezó a trabajar en Talleres Metalúrgicos, donde compaginaba sus tareas de contabilidad con la escritura de poemas. Un año después, en 1935 publicó sus primeros versos en una revista para niños y dio sus primeros recitales de poesía en Radio Madrid. Así, con apenas 17 años, escribiría su primer libro de poemas, Isla Ignorada, que no sería publicado hasta 1950.  
Desde 1938 hasta 1958, fue secretaria de oficina, trabajo que desde 1939 hasta 1953 compaginó con el de redactora de la revista infantil Maravillas, donde publicaba semanalmente cuentos, historietas y poesías para niños. En su labor de redactora conoce al poeta Carlos Edmundo de Ory en 1942 -uno de los fundadores del Postismo- cuando este manda un soneto a la revista que Fuertes decide publicar; a partir de este contacto entablan una relación de amistad e intercambio intelectual, que más tarde y durante un tiempo fue, al parecer, sentimental.
Entre 1940 y 1945 se estrenaron diversas obras suyas de teatro infantil y poemas escenificados en varios teatros de Madrid. También entre 1940 y 1953 comenzó a colaborar en revistas infantiles, Pelayos, Chicos, Chicas: la revista de los 17 años, Chiquitito, y los suplementos infantiles de Flechas y Pelayos (Maravillas) y del diario Arriba, para el que publicó las historietas de Coletas y Pelines, una niña de nueve años y un niño de seis, respectivamente, que alcanzaron una gran popularidad entre el público infantil. En 1949 publicó el libro Canciones para niños y en 1950 Pirulí (Versos para párvulos), organizando además la primera Biblioteca Infantil ambulante por pequeños pueblos.
Paralelamente a su dedicación a la literatura infantil en las revistas, obras teatrales y poemas escenificados, fundó en 1951, junto con María Dolores de Pablos y Adelaida Las Santas, el grupo femenino «Versos con faldas» que durante dos años realizó frecuentes lecturas y recitales por cafés y bares de Madrid. También colaboraba en revistas para adultos como Rumbos, Poesía Española y El Pájaro de Paja. Ya en 1950 había participado con Antonio Gala, Julio Mariscal y Rafael Mir en la creación de la revista poética Arquero que dirigió hasta 1954. 
En 1952 se estrenó en el Teatro del Instituto de Cultura Hispánica su primera obra de teatro en verso: Prometeo, que recibió el Premio Valle-Inclán.
De 1955 a 1960 estudió biblioteconomía e inglés en el Instituto Internacional de Madrid, donde conoció a la hispanista estadounidense Phyllis Turnbull, con la que mantuvo una relación durante quince años. Allí trabajó de 1958 como bibliotecaria hasta 1961 cuando obtuvo la beca Fulbright en Estados Unidos para impartir clases de Literatura española en la Universidad Bucknell, y fue -dijo- la primera vez que pisó una universidad. Posteriormente, impartió clases en el Mary Baldwin College y en el Bryn Mawr College, hasta su regreso a España en 1963. A su vuelta de Estados Unidos dio clases de español para americanos en el Instituto Internacional. En 1972 se le concedió una nueva beca de la Fundación Juan March de Literatura Infantil.
A partir de mediados de la década de 1970 sus colaboraciones en diversos programas infantiles de TVE, como Un globo, dos globos, tres globos, La mansión de los Plaff y La cometa blanca le granjearon una gran popularidad como poeta infantil, que llegaría a eclipsar en cierto modo su trayectoria poética. Por su trabajo en televisión fue premiada en varias ocasiones con el Aro de Plata. A partir de este periodo protagonizó, de forma continuada e incansable, lecturas, recitales y homenajes, y continuó publicando poesía, tanto infantil como para adultos. En la cumbre de su popularidad, los humoristas de Martes y Trece le hicieron un homenaje-parodia para el Especial Nochevieja 1986.
Falleció el 27 de noviembre de 1998 de cáncer de pulmón y fue enterrada en el Cementerio Sur de Madrid. En su testamento dejó su fortuna (100 millones de pesetas) al orfanato conocido como Ciudad de los muchachos del padre Jesús Silva. En 2001 sus restos mortales fueron trasladados al Cementerio de La Paz de Alcobendas (Madrid).

## Obra literaria
Aunque ella siempre se definió como "autodidacta" y "poéticamente desescolarizada", la crítica ha ligado su nombre al movimiento literario de la generación del 50 y al Postismo.    
Con los de la Generación del 50 le une el haber publicado en esa época y el tipo de poesía de denuncia moral que hacían Celaya, Blas de Otero, José Hierro, García Nieto, Ángel Crespo o Bousoño entre otros, cuyos temas son: la soledad, el dolor, la injusticia social, el amor, Dios, la muerte... Sin embargo, la principal diferencia entre Gloria Fuertes y estos poetas es que, aunque los poemas de ambos salen del dolor, del desamor y del amor, ni ellos ni los ‘postistas’ supieron llegar al pueblo de la forma en que lo hacía Gloria Fuertes. Ella decía que antes de contar las sílabas, los poetas tienen que contar lo que pasa
En 1942 conoció a Carlos Edmundo de Ory, integrándose en el movimiento poético denominado Postismo y colaborando en las revistas del grupo, como La Cerbatana, junto Eduardo Chicharro y Silvano Sernesi.
En su obra poética no hay una división clara entre autobiografía y ficción. En ocasiones la poeta creaba una "Gloria" ficticia a la que atribuía datos aparentemente reales, pero que no eran ciertos, y en otras incorporaba información autobiográfica. También narró experiencias de sí misma y de otros, algunas ocasionalmente prohibidas por la censura franquista.
La guerra civil española dejó una profunda huella en ella. El antibelicismo y la protesta contra lo absurdo de la civilización están presentes en su poesía de forma categórica. Ella misma reconoció que "sin la tragedia de la guerra quizá nunca hubiera escrito poesía".  
Un dato significativo es que Gloria Fuertes y Gabriela Mistral son las únicas mujeres incluidas en la antología Norton que agrupa a cien poetas en lengua castellana, y que fue la única mujer presente en la Antología de la nueva poesía española recopilada por Batlló, cuya primera edición fue publicada en 1968. También Jaime Gil de Biedma seleccionó sus versos junto a compañeros de generación como Gabriel Celaya, José Agustín Goytisolo o José Hierro. Francisco Nieva destacó su «invención de imágenes, de giros y sonoridades llenos de calidad y de sorpresa».
Posteriores movimientos feministas han reivindicado la importancia de Gloria Fuertes como una de las pocas voces de la poesía femenina de posguerra, junto a Carmen Conde y Ángela Figuera.

### Gloria Fuertes y la igualdad de género
La oralidad campechana y deliberadamente cotidiana la alejó del patrón poético aceptado, especialmente de los poetas culturalistas, expresa la investigadora Sharon Keefe Ugalde de la Universidad de Texas. Varias expertas señalan que otra de las circunstancias en contra del triunfo de Gloria Fuertes fueron ser mujer, lesbiana y pobre. Reyes Vila-Belda de la Universidad de Indiana destaca que abrió el espacio poético a las preocupaciones de los que no tenían voz: mujeres, trabajadores y pobres.
Reclamó los derechos de las mujeres empezando por el derecho a leer, a escribir, a trabajar o a ser poeta en un momento histórico en el que estaban reducidas al espacio doméstico. “Ser escritora suponía ir contra corriente y requería gran empeño y buscar caminos alternativos frente a puertas cerradas. Numerosos poemas suyos dejan constancia de la desigualdad de género en su época y constituyen una forma de luchar contra los límites impuestos”, señala Keefe Ugalde. 
También cuestionó los modelos tradicionales femeninos presentando durante el franquismo un nuevo modelo de mujer. “El franquismo promovió una sociedad patriarcal y una cultura conservadora que excluyó a la mujer de la vida profesional y cultural”, señala Vila-Belda. “Fuertes presentó un nuevo modelo de mujer que celebraba su marginalidad y, de este modo, afirmaba su identidad. Se convirtió así en el eslabón para recuperar y continuar la modernidad”.
En este marco se inscribe la publicación en 1978 de "Tres reinas magas: Melchora, Gaspara y Baltasara", considerado actualmente un clásico de la literatura infantil. Ante la imposibilidad de que Melchor, Gaspar y Baltasar fueran a Belén, sus esposas les sustituyen en el viaje y tienen un papel protagonista en la historia en contraste con la sociedad de la posguerra que relegaba a las mujeres al hogar. Las madres también son reinas magas, porque los padres han ido a la guerra y alguien tiene que seguir a la estrella y adorar al niño con sus regalos.
Además de defensora de la igualdad de género, Fuertes fue pacifista -oponiéndose a las guerras de Vietnam, Camboya y la guerra civil española- y defensora del medio ambiente.

## Vida personal

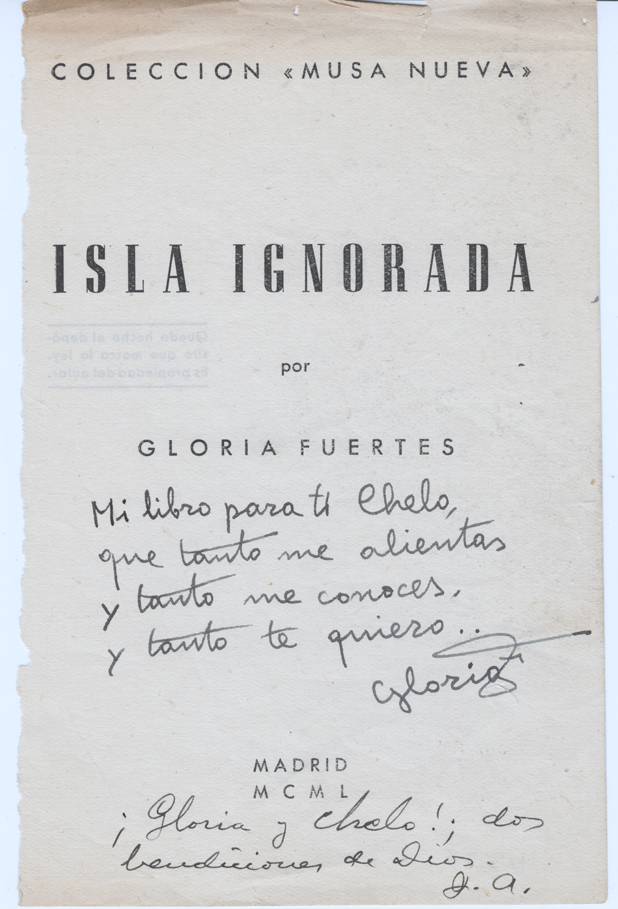
Portada de un libro

Gloria Fuertes se retrató en su poesía autobiográfica como poeta y castiza, enamoradiza y fumadora empedernida, soltera y solitaria, religiosa y bisexual, pacifista y feminista.
Su primer amor fue con un chico llamado Manolo, su novio, «que fue voluntario a la guerra y no regresó»; y al que describe así en el poema "Carta de la eme": «Manolo mío: mi madrileño marchoso, maduro melocotón maleable».  También tuvo una relación reseñable con el poeta postista Carlos Edmundo de Ory, como parece sugerir los poemas que se cruzaron; así, en "Los brazos desiertos" le dice: «¡Te quiero, aunque la vida no lo quiera!».
Pero su gran amor fue Phyllis Turnbull, una hispanista estadounidense que conoció en 1953 en la sede del Instituto Internacional de Madrid. La relación duró 15 años. Paloma Porpetta, presidenta de la Fundación Gloria Fuertes, explica que la poeta no lo ocultó: «No ocultó su lesbianismo, lo conocían sus amigos y, aunque en su obra habla del amor en general, a veces lo menciona, como cuando dice "me nombraron patrona de los amores prohibidos"». La relación con Phyllis terminó en 1970, un año antes de la muerte de la hispanista. Pérdida que recordaría así en muchos de sus versos autobiográficos:

Todos los míos han muerto hace años
y estoy más sola que yo misma
Gloria Fuertes

## Legado y homenajes

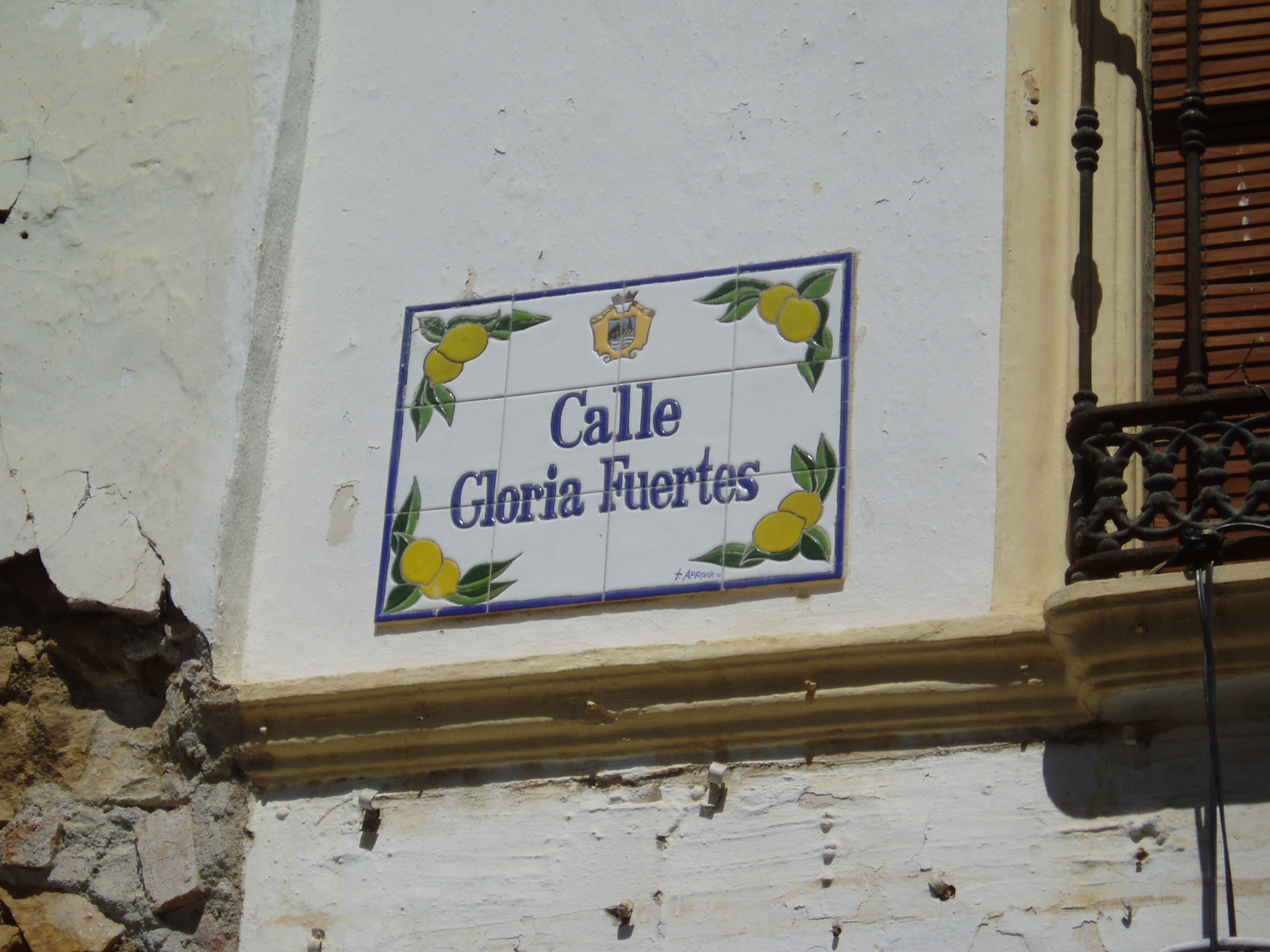
Placa de cerámica en Estepona.

Apreciada y estudiada en el extranjero, los estudios sobre Fuertes proceden sobre todo del hispanismo estadounidense (Andrew P. Debicki, Mandlove, Sherno, Persin, Capuccio, Browne…). En Estados Unidos hay hasta 12 estudios especializados en ella y se han realizado allí numerosas tesis doctorales.
Distintos municipios (Nerja, Madrid, Cercedilla, Córdoba, Granada, Almería, Gijón, Arrecife, Alcobendas, Estepona, San Sebastián de los Reyes, Torrejón de Ardoz, Miraflores, Rincón de la Victoria (La Cala del Moral), Valladolid), le han dedicado placas, calles y zonas urbanas.
En 1996 recibió su gran homenaje en vida. Fue el 18 de febrero y contó con la presencia de varios poetas jóvenes, entre ellos Pablo Méndez, Sergio Rodríguez, Alfonso Berrocal, Antonio Lucas, Alfonso Gota. El acto sirvió para presentar el libro Aconsejo beber hilo, número uno de la editorial Ediciones Vitruvio.
En el año 2000 se creó la Fundación Gloria Fuertes por la escritora Luzmaría Jiménez Faro, gestora de sus derechos de autor tras su muerte. Los bienes de Gloria Fuertes fueron legados a una institución infantil. La fundación fue aprobada e inscrita en el Registro de Fundaciones Culturales, Docentes, de Investigación y Deportivas del Ministerio de Educación, Cultura y Deporte con fecha 1 de junio de 2000.
A su muerte, el cantante y folklorista Ismael Peña, amigo personal de la poeta y cantor de alguno de sus poemas, heredó el contenido de su casa.
El 28 de julio de 2016, Google conmemoró el 99.º aniversario del nacimiento de Gloria con un Google Doodle en su página de inicio, con una representación de la escritora contando cuentos a unos niños. Ese mismo año, la aerolínea noruega Norwegian Air Shuttle homenajeó a la poeta con un retrato en el estabilizador vertical de uno de sus Boeing 737-800.

## Conmemoración del centenario
La celebración del centenario de su nacimiento en 2017 sirvió para recuperar su papel en la poesía española de la posguerra más allá de su producción en la literatura infantil.
Entre las publicaciones conmemorativas se encuentran El libro de Gloria Fuertes, con más de 300 poemas y una biografía realizada por Jorge de Cascante. Blackie Books, Geografía humana y otros poemas; Gloria Fuertes con prólogo de Luis Antonio de Villena editado en Nórdica y Me crece la barba. Poemas para mayores y menores. Gloria Fuertes. de Reservoir Books.
Se realizó una exposición en el Centro Cultural Fernando Fernán Gómez Gloria Fuertes 1917-1998 recorriendo la vida y obra de la poeta a través de fotografías, poemas, documentos y otros objetos personales.

## Premios
Gloria Fuertes obtuvo los siguientes premios y reconocimientos a lo largo de su carrera:
- 1947 Primer Premio de «Letras para canciones» de Radio Nacional de España.
- 1958 Primera Mención del Concurso Internacional de Poesía Lírica Hispana, con Todo asusta.
- 1959 Premio Acento con el libro inédito En pie de paz.
- 1965 Premio Guipúzcoa con Ni tiro, ni veneno, ni navaja.
- 1966 Premio Lazarillo con Cangura para todo.
- 1969 Accésit Premio Vizcaya, con Cómo atar los bigotes al tigre.
- 1972 Premio Mejor Letra Canción de la Paz, Valladolid.
- 1976 Aro de Plata de Radio Televisión Española.

## Obra literaria

### Infantil

#### Poesía
- "Mal sueño" (1954)
- ''Ya ves que tontería (1948)
- Canciones para niños (1949)
- Villancicos (1956)
- Pirulí (1956)
- Cangura para todo (1968). Mención de honor en el Premio Hans Christian Andersen de literatura infantil
- Don Pato y Don Pito (1970)
- Aurora, Brígida y Carlos (1970)
- La pájara pinta (1972)
- El hada acaramelada (1973)
- Candelita (1973)
- La gata chundarata y otros cuentos (1974)
- La oca loca (1977)
- El camello cojito (1978)
- El dragón tragón (1978)
- La momia tiene catarro (1978)
- Tres tigres con trigo (1979)
- Así soy yo (1980)
- Los meses (1980)
- Monto y Lío se meten en un lío (1980)
- La ardilla y su pandilla (1981)
- Monto y Lío se encuentran a su tío (1981)
- Monto y Lío se meten en el río (1981)
- El libro loco. De todo un poco (1981)
- El perro que no sabía ladrar (1983)
- Coleta la poeta (1982)
- El domador mordió al león (1982)
- Donosito el oso osado (1982)
- El abecedario de don Hilario (1983)
- Pío pío Lope, el pollito miope (1986)
- Trabalenguas para que se trabe tu lengua (1988)
- El cocinero distraído (1994)
- Versos fritos (1994)
- Nicolás y su hermano Bruno
- El colegio del fondo del mar

#### Teatro
- La princesa que quería ser pobre (1942)
- El chinito Chin-cha-té (1955)
- Petra, un señor pregunta por ti (1970)
- Las tres reinas magas (1978)

#### Televisión
- Un globo, dos globos, tres globos
- La mansión de los Plaff
- La cometa blanca
- Big Vand
- Los pequeños niños atacan de nuevo

### Adultos

#### Poesía
- Isla ignorada (Madrid: Musa nueva, 1950)
- Antología y poemas del suburbio (Caracas: Lírica Hispana, 1954)
- Aconsejo beber hilo (Madrid: Arquero, 1954)
- Todo asusta (Caracas: Lírica Hispana, 1958). Primera mención del Concurso Internacional de Poesía Lírica Hispana
- ...Que estás en la tierra (Barcelona: collioure, 1962)
- Ni tiro, ni veneno, ni navaja (Barcelona: Colección El Bardo, 1965). Premio Guipúzcoa 1965.
- Poeta de guardia (Barcelona: Colección El Bardo, 1968)
- Cómo atar los bigotes del tigre (Barcelona: Colección El Bardo, 1969). Accésit premio Vizcaya
- Antología poética (1950-1969)
- Sola en la sala (Zaragoza: Javalambre, 1973)
- Cuando amas aprendes geografía (Málaga: Curso Superior de Filología, 1973)
- Obras incompletas (Madrid: Cátedra, 1975)
- Historia de Gloria: (amor, humor y desamor) (Madrid: Cátedra, 1980)
- Mujer de verso en pecho (Madrid: Cátedra, 1995)
- Pecábamos como ángeles (Madrid: Torremozas, 1997)
- Glorierías (Madrid: Torremozas, 1998)
- Es difícil ser feliz una tarde (Madrid: Torremozas, 2005)
- Se beben la luz (Madrid: Torremozas, 2008)
- Derecho de pasión (Madrid: Cuadernos del Laberinto, 2008)
- Los brazos desiertos (Madrid: Torremozas, 2009)
- Poemas prácticos más que teóricos (Madrid: Torremozas, 2011)
- Me crece la barba. Poemas para mayores y menores. (Barcelona: Ediciones Reservoir Books, 2017)
- Geografía humana y otros poemas (Madrid: Ediciones Nórdica, 2017)

#### Relato
- El Rastro (Madrid: Torremozas, 2006)

#### Teatro
- El caserón de la loca (2010)

## Prensa literaria infantil
- Pelayos (1938)
- Chicos (1938-)
- Maravillas (revista) (1940)
- Flechas y Pelayos (1942)
- Chiquitito (1942-)
- Chicas: la revista de los 17 años (1950-)
- Diario Arriba

## Ediciones sobre ella
- Pablo Méndez. Lo que aprendí de Gloria Fuertes. Editorial Nostrum, 2000. 2.ª ed, 2016
- Pablo Méndez. Cinco escritores en el espejo de la escritura. Ed. Nostrum, 1999.
- Jorge Cascante. El libro de Gloria Fuertes. Blackie Books, 2017
- Julio Santiago. Mi Amor, Gloria Fuertes. Madrid: Cuadernos del Laberinto, 2017
- Reyes Vila-Velda. Gloria Fuertes: poesía contra el silencio. Vervuert, 2017
- Julia Viejo. Gloria Fuertes: Lo que pasa es que te quiero. Poemas de amor (y desamor). Blackie Books, 2023
- Lola Lapaz (ed.): Gloria. La poeta de los amores prohibidos. Dos Bigotes, 2024